# Friedrich Lancelle
Laurenz Friedrich Lancelle (* 22. Dezember 1802 in Wesel; † 9. Januar 1893 ebenda) war ein deutscher Jurist und Parlamentarier.

## Leben
Friedrich Lancelle studierte Rechtswissenschaften an der Rheinischen Friedrich-Wilhelms-Universität Bonn und der Georg-August-Universität Göttingen. 1820 wurde er Mitglied des Corps Guestphalia Bonn. 1822 schloss er sich dem Corps Guestphalia Göttingen an. In Hamm wurde er 1822 Auskultator und 1824 Referendar. 1825 wurde er Justizkommissar. 1827 ließ er sich in Emmerich am Rhein als Notar nieder. Später war er Rechtsanwalt und Notar in Kleve. Lancelle war gewählter Stellvertreter zur Frankfurter Nationalversammlung. 1849 zog er in der 2. Legislaturperiode als Abgeordneter des Wahlkreises Düsseldorf 4 in das Preußische Abgeordnetenhaus ein. Am 14. Januar 1852 legte er das Mandat nieder. Seine Fraktionszugehörigkeit ist nicht überliefert.

## Ehrungen
- Charakter als Justizrat (1841)